# Helene Kirkegaard
Helene Green Kirkegaard (Hillerød, 5 de mayo de 1971) es una deportista danesa que compitió en bádminton, en las modalidades de dobles y dobles mixto.
Ganó dos medallas en el Campeonato Mundial de Bádminton de 1995 y dos medallas de plata en el Campeonato Europeo de Bádminton, en los años 1996 y 2000.
Participó en dos Juegos Olímpicos de Verano, ocupando el cuarto lugar en Atlanta 1996 y el quinto en Sídney 2000, en la prueba de dobles.

## Palmarés internacional
| Campeonato Mundial | Campeonato Mundial    | Campeonato Mundial | Campeonato Mundial |
| Año                | Lugar                 | Medalla            | Prueba             |
| ------------------ | --------------------- | ------------------ | ------------------ |
| 1995               | Lausana (Suiza)       | Medalla de plata   | Dobles mixto       |
| 1995               | Lausana (Suiza)       | Medalla de bronce  | Dobles             |
| Campeonato Europeo |                       |                    |                    |
| Año                | Lugar                 | Medalla            | Prueba             |
| 1996               | Herning (Dinamarca)   | Medalla de plata   | Dobles             |
| 2000               | Glasgow (Reino Unido) | Medalla de plata   | Dobles             |